# 金瓜仔礁
23°22′27″N 119°31′31″E / 23.374165628565947°N 119.52523487875925°E
金瓜仔礁，又稱錦瓜仔，為台灣澎湖縣望安鄉將軍村的一個島嶼，面積約0.149平方公里，是澎湖群島面積第五大的無人島（僅次於西吉嶼、姑婆嶼、白沙嶼和草嶼2），也是澎湖望安島和將軍澳嶼周圍最大的無人島。島嶼位於將軍澳嶼西北方300公尺處，大乾潮時能露出大片海蝕平臺與將軍澳嶼相連，其西南海岸有沙灘分布，近年來被旅遊業者稱之為忘憂島，吸引觀光客登島、體驗浮潛。最高處約高13公尺。
近年來有業者為促進生態復育、維護自然景觀並兼顧環境教育，依據相關法規向國有財產署申請租賃，經審核後獲得合法承租權。此舉不僅確保土地的有效利用，也有助於落實環境管理與永續發展。在專業團隊的規劃下，該地區提供低衝擊性的觀光遊憩活動，包括由專業教練與導覽人員帶領的浮潛賞珊瑚礁、水下生態觀察等，讓遊客能近距離欣賞當地豐富的海洋生態，並提升環境保護意識。此外，透過淨灘與生態復育計畫，該區域的自然資源可獲得更完善的維護。為確保活動對環境的影響降至最低，營運單位遵循相關環境保護規範，採取人數控管、低碳運輸與無痕旅遊原則，並設置適當的管理機制，以減少人為干擾。部分行程亦開放遊客在島上過夜，體驗自然之美，同時遵守環境保育規範，確保當地生態的永續發展。